# Svenska Akademiens språkforskarpris
Svenska Akademiens språkforskarpris delades för första gången ut år 2006. Priset har till syfte att hedra en verkligt framstående svensk språkforskare och gäller svenska språket i hela dess vidd, i nutid och dåtid. Med sitt prisbelopp på 250 000 kronor är det ett av Svenska Akademiens största priser och dess största språkpris. 

## Pristagare
- 2006 – Claes-Christian Elert
- 2007 – Sigurd Fries
- 2008 – Bengt Sigurd
- 2009 – Gun Widmark
- 2010 – Lennart Elmevik
- 2011 – Staffan Hellberg
- 2012 – Paul Kiparsky
- 2013 – Björn Lindblom
- 2014 – Ulf Teleman
- 2015 – Bengt Nordberg
- 2016 – Erik Andersson [1]
- 2017 – Östen Dahl[2]
- 2018 – Per Linell[3]
- 2019 - Christer Platzack[4]
- 2021 - Jan-Ola Östman[5]
- 2023 - Mats Thelander[6]

## Fotnoter
1. ↑  Svenska Akademiens språkforskarpris pressmeddelande Svenska Akademien 20 december 2016. Läst 26 januari 2017.
2. ↑  Svenska Akademien (2017-12-20). ”Svenska Akademiens språkforskarpris”. Pressmeddelande.  Läst 2018-03-30.
3. ↑  ”Svenska Akademiens språkforskarpris | Svenska Akademien”. www.svenskaakademien.se. https://www.svenskaakademien.se/press/svenska-akademiens-sprakforskarpris-11. Läst 5 november 2019.
4. ↑  ”Svenska Akademiens språkforskarpris | Svenska Akademien”. www.svenskaakademien.se. https://www.svenskaakademien.se/press/svenska-akademiens-sprakforskarpris-12. Läst 22 december 2019.
5. ↑  ”Högtidssammankomst 2021 | Svenska Akademien”. www.svenskaakademien.se. https://www.svenskaakademien.se/akademien/sammankomster/hogtidssammankomsten/hogtidssammankomst-2021. Läst 21 december 2021.
6. ↑  ”Högtidssammankomst 2023 | Svenska Akademien”. www.svenskaakademien.se. https://www.svenskaakademien.se/svenska-akademien/sammankomster/hogtidssammankomsten/2023. Läst 30 december 2023.